# Adrian Blanco
Adrian Blanco byl španělský řeholník Řádu mercedariánských rytířů.
Byl velmi pokorným a trpělivým mercedariánem v konventu Panny Marie Andělské v El Puig. Ochrnul a 30 let ležel jen v posteli. Pro Kristovu lásku utrpení vydržel a byl nazýván novým Jóbem. Nakonec zemřel s mnoha ctnostmi.
Jeho svátek je připomínán 15. dubna.